# Bolbogonium insidiosum
Bolbogonium insidiosum es una especie de coleóptero de la familia Geotrupidae.

## Distribución geográfica
Habita en Madras y Nagapur (India).